# Ordine dei frati minori cappuccini

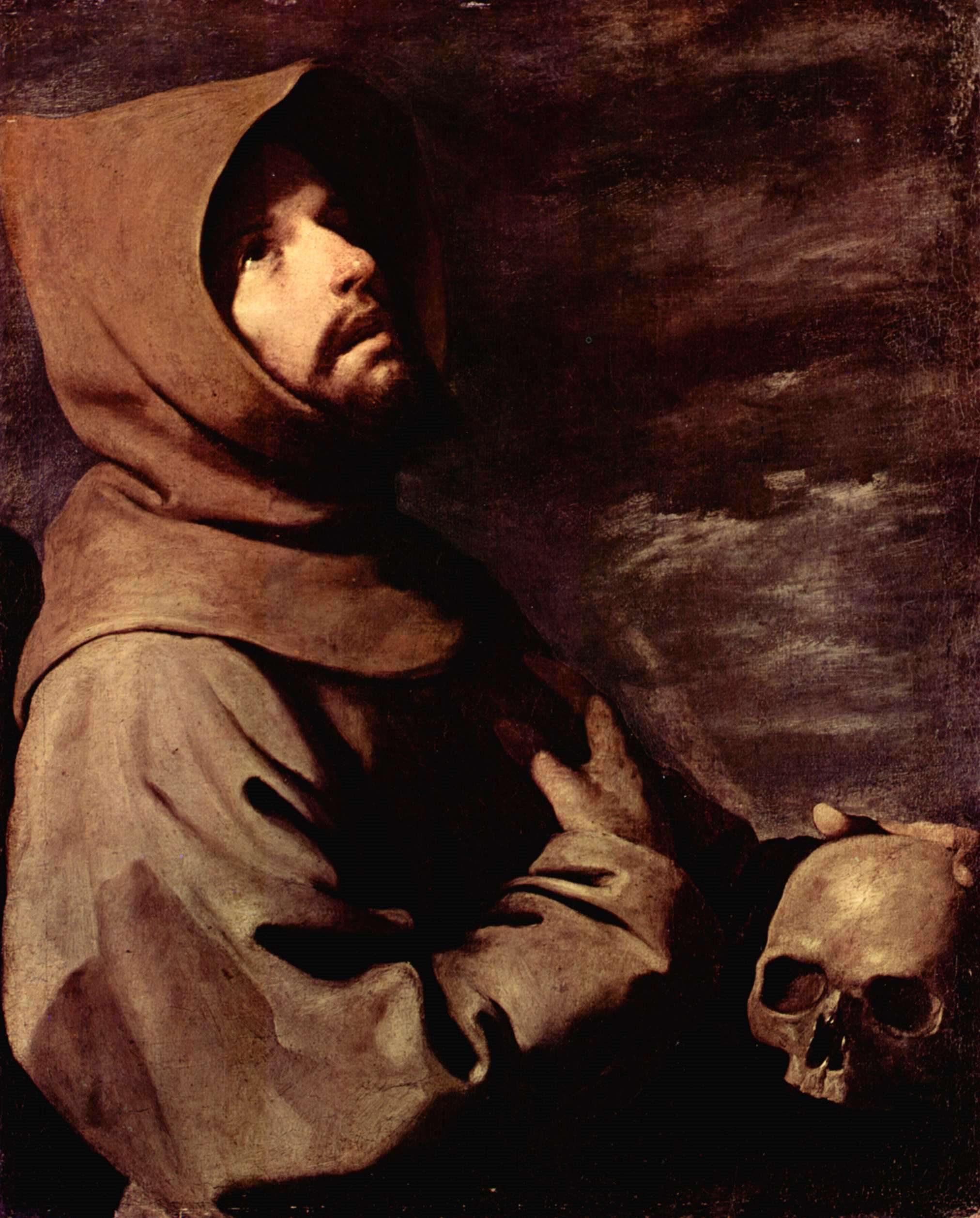
San Francesco d'Assisi incappucciato, di Francisco de Zurbarán, 1658

L'Ordine dei frati minori cappuccini (in latino Ordo fratrum minorum capuccinorum, sigla: O.F.M.Cap.) è uno dei tre ordini mendicanti maschili di diritto pontificio che oggi costituiscono la famiglia francescana.

## Origini
L'ordine nacque intorno al 1525, quando il frate francescano osservante Matteo da Bascio, ordinato sacerdote nella regione delle Marche, si convinse che lo stile di vita condotto dai francescani del suo tempo non era quello che san Francesco aveva immaginato. Egli desiderava ritornare allo stile di vita originario in solitudine e penitenza come praticato dal fondatore del suo ordine.
I suoi superiori cercarono di sopprimere queste innovazioni, e fra' Matteo e i suoi primi compagni furono costretti a nascondersi dalle autorità della Chiesa, che desiderava arrestarli per aver abbandonato i loro obblighi religiosi. Erano, del resto, gli anni della Riforma luterana e, pertanto, qualsiasi tentativo di rinnovamento era mal visto dai superiori degli ordini religiosi. Matteo e i suoi amici, trovato rifugio presso i monaci camaldolesi, in segno di gratitudine adottarono successivamente il cappuccio indossato da quell'ordine, che era il marchio dell'eremita nelle Marche, e l'uso di portare la barba. Il nome popolare del loro movimento ha origine da questa caratteristica dei loro abiti.
Nel 1528, Matteo ottenne, con la mediazione di Caterina Cybo duchessa di Camerino, l'approvazione di papa Clemente VII con la bolla Religionis zelus e gli fu dato il permesso di vivere come un eremita e di andare ovunque predicando ai poveri. Questi permessi non furono solo per lui, ma per tutti quelli che si sarebbero uniti a lui nel tentativo di restaurare l'osservanza più letterale possibile della regola di san Francesco.
Il 15 aprile 1529, nell'eremo dell'Acquarella, sito nei pressi di Fabriano e non distante dall'Abbazia camaldolese di Valdicastro, si tenne il I capitolo generale dell'Ordine. Matteo e il gruppo originario furono presto raggiunti da altri e inizialmente vennero detti frati minori della vita eremitica e a causa dell'opposizione degli Osservanti, si trasformarono in una congregazione, i Frati minori eremiti, ramo dei francescani conventuali, ma dotati di un proprio vicario.
Nel 1529 al primo nucleo romano fu affidata la gestione dell'Arcispedale di San Giacomo degli Incurabili.
Nell'anno 1535, sotto la guida di Bernardino d'Asti, composero le Costituzioni definitive che, con lievi modifiche, restarono in vigore fino al 1968.
Un momento difficile fu nel 1542 quando il vicario generale dell'Ordine Bernardino Ochino aderì alla Riforma protestante.
Papa Gregorio XIII, nel 1574, permise all'Ordine di insediarsi in "Francia e in tutte le altre parti del mondo e di erigervi case, luoghi, custodie e province", autorizzandone, nei fatti, la diffusione al di fuori d'Italia. Nel XVI secolo i cappuccini poterono contare su circa 14.000 frati e su quasi 1000 conventi. I numeri dell'ordine aumenteranno ulteriormente tra il 1600 e la metà del Settecento. I frati, infatti, arriveranno a 34.000 e i conventi a 1700. 
Questi furono, del resto, anche gli anni in cui l'Ordine modificò, o meglio, perfezionò alcune sue caratteristiche iniziali. Pur mantenendo fede al voto di povertà radicale, i cappuccini si erano andati dimostrando ottimi predicatori e questo, visti anche i rapporti iniziali con il ramo conventuale, portò ad una "conventualizzazione". Questo processo fu inoltre sostenuto anche dalla Santa Sede, che in quegli anni spinse gli ordini religiosi a sopprimere i conventi minori o troppo piccoli, convinta che dando vita a realtà più grandi queste potessero essere meglio controllate. Gli iniziali piccoli scaffali di libri divennero vere e proprie biblioteche, necessarie per assicurare una buona formazione di predicatori. Per comprendere il ruolo dell'ordine in questo secolo e mezzo, basti pensare che Alessandro Manzoni sceglierà proprio un cappuccino, fra Cristoforo, per opporsi a don Rodrigo, nei suoi Promessi Sposi.
I cappuccini furono molto attivi anche nelle missioni: per esempio, come riferisce Pellegrino da Forlì, l'arcidiocesi indiana di Agra fu affidata ai confratelli del suo ordine fin dal 1703.

## Dalla seconda metà del Settecento ad oggi
Dalla seconda metà del Settecento alla fine del 1800, l'ordine visse un momento di crisi. Basti pensare che tra il 1787 ed il 1847 non si tenne il capitolo generale dell'ordine, l'assemblea generale di tutti i responsabili delle province in cui quest'ultimo era suddiviso. Queste difficoltà furono dovute più a motivazioni politico-sociali che religiose. La Rivoluzione francese e le esperienze simili in altri stati europei portarono alla soppressione i conventi ed anche di intere province. Altrettanto si può dire per l'Italia di fine Ottocento, dove la legge delle guarentigie privò gli ordini religiosi di molti beni ed addirittura dei conventi. A ciò, però, si accompagnò una più consapevole opera missionaria, soprattutto nelle Americhe, dove l'Ordine crebbe con molta facilità.
Nonostante le difficoltà, agli inizi del Novecento i cappuccini erano circa 9.500 ed alloggiavano in oltre 600 case. Il capitolo generale del 1884 aveva del resto deciso di riacquistare molti dei conventi che erano andati perduti nel corso del secolo precedente e venne approvata una nuova regola. La precedente era del 1643. Il XX è stato, un po' per tutti gli ordini religiosi, il secolo del ritorno alle origini e dell'apertura alle novità del mondo contemporaneo. Basti pensare al Concilio Vaticano II e all'invito rivolto a tutte le comunità religiose a riscoprire le ragioni originarie del proprio carisma. I cappuccini non sono stati esenti dalla crisi di vocazioni, che ha colpito la Chiesa cattolica in Europa e nel Nord America negli anni '60 ed '80. Ciò nonostante i cappuccini restano uno degli ordini più grandi e diffusi della Chiesa cattolica.

## Spiritualità
I cappuccini, fin dalle origini del loro ordine, si segnalarono per un attaccamento particolare nei confronti della preghiera e per la cura dei poveri e degli ammalati. L'ordine crebbe rapidamente sia in dimensioni sia in popolarità, vista la sua tendenza di imitare la vita di Gesù così come descritta dai Vangeli. Questi differenti approcci erano spesso complementari con le missioni nelle zone di campagna servite poveramente dalle esistenti strutture parrocchiali, sopperendo ai bisogni dei fedeli in mancanza di un clero efficacemente preparato. Caratteristica è proprio la loro vicinanza agli ultimi delle città e delle campagne, adottando uno stile omiletico semplice e impregnato di quotidianità.

## Statistiche
Al 31 dicembre 2023, i cappuccini erano 9 684, dei quali 6 819 sacerdoti, con 1 545 case. I cappuccini sono presenti in 106 Paesi.
L'Ordine dei frati minori cappuccini è il quarto ordine religioso per diffusione, dopo la Compagnia di Gesù (gesuiti) (15 306 membri), la Società salesiana di San Giovanni Bosco (salesiani) (14 767) e l'Ordine dei frati minori, 12 726 (i dati riflettono la situazione al 31 dicembre 2019).
Ogni anno il sito internet dell'Ordine pubblica le proprie statistiche alla data del 31 dicembre         . La seguente tabella dà un quadro storico dell'andamento dei membri dell'Ordine dei frati minori cappuccini.
| Cappuccini nel mondo / Sacerdoti cappuccini |        |        |        |        |        |        |        |        |        |        |        |        |        |       |       |       |
| Anno                                        | 2005   | 2007   | 2008   | 2009   | 2010   | 2011   | 2012   | 2015   | 2016   | 2017   | 2018   | 2019   | 2020   | 2021  | 2022  | 2023  |
| Cappuccini                                  | 10 793 | 10 686 | 10 590 | 10 519 | 10 412 | 10 364 | 10 286 | 10 206 | 10 180 | 10 127 | 10 144 | 10 133 | 10 001 | 9 864 | 9 731 | 9 684 |
| Sacerdoti                                   |        | 6 890  | 6 855  | 6 939  | 6 928  | 6 968  |        | 7 112  | 7 120  | 7 102  | 7 107  | 7 064  | 6 968  | 6 897 | 6 860 | 6 819 |

## Riferimenti storici e letterari
Alessandro Manzoni nei Promessi sposi presenta le figure di due cappuccini, fra Cristoforo e il laico cappuccino fra Galdino.
Nel XVII secolo in Francia il cardinale e statista Armand-Jean du Plessis de Richelieu aveva un consigliere segreto, un frate cappuccino, soprannominato eminenza grigia.
Tra i luoghi legati ai cappuccini si ricordano la Cripta Imperiale a Vienna, il convento e catacombe dei Cappuccini a Palermo e la chiesa di Santa Maria Immacolata a via Veneto a Roma.

## Ministro generale
L'attuale ministro generale è fra' Roberto Genuin riconfermato fino al 2030.